# Kolory kochania
Kolory kochania – polski film biograficzny z 1988.

## Główne role
- Jacek Chmielnik - Władysław Orkan/Franek Rakoczy, bohater powieści Orkana W Roztokach
- Maria Nowotarska - Katarzyna Smreczyńska, matka Orkana
- Sylwia Wysocka - nauczycielka Marta, miłość Orkana
- Ewa Szykulska - Amelia
- Andrzej Precigs - Adam
- Bogusław Sochnacki - wójt Suchaj, ojciec Hanki
- Magdalena Wójcik - Hanka, miłość Franka Rakoczego
- Aldona Grochal - Zośka, siostra Franka Rakoczego
- Wiesław Wójcik - Jędrzej, szwagier Franka Rakoczego
- Janusz Sykutera - wydawca
- Piotr Pilitowski - Stanisław, syn Amelii
- Zofia Więcławówna - Tekla
- Jan Fudala - "Diabeł"
- Andrzej Balcerzak - Błażej
- Jerzy Molga - Cyrek
- Kazimierz Borowiec - Chudomięt
- Andrzej Gazdeczka - Bekas
- Wojciech Ziętarski - Gniecki
- Marian Dziędziel - dziennikarz
- Renatka Hajnos - Marysia

## Fabuła
W filmie są prowadzone równolegle dwa wątki: pisarza Władysława Orkana i Franka Rakoczego, głównego bohatera powieści Orkana W Roztokach. Akcja toczy się w Gorcach, rodzinnych górach Orkana na początku XX wieku. W małej i odciętej od świata wiosce władzę autokratyczną sprawuje wójt Suchaj, a pomagają mu w tym bogaci gazdowie. Franek Rakoczy jest młodym zbuntowanym idealistą, który ma na celu obalenie władzy Suchaja, lecz jest w tym osamotniony. Równocześnie zakochuje się w córce wójta, która wychodzi za mąż za młynarza.